# Belgiens monarki
Belgien är en konstitutionell monarki där en kung (maskulinum) eller regerande drottning (femininum) är landets statschef. Hittills har landet endast haft kungar som monark.
Kungatiteln Belgarnas konung (nederländska: Koning der Belgen; franska: Roi des Belges; tyska: König der Belgier) valdes 1830 av nationalförsamlingen, efter att självständigheten hade utropats från Nederländerna, högst medvetet istället för det mer konventionella Kung av Belgien för att understryka att det är det belgiska folket som har den yttersta suveräniteten och som frivilligt valt en kungaätt för att tjäna deras land.
Philippe är belgarnas konung sedan den 21 juli 2013, då han efterträdde sin far Albert II som abdikerat i förmån för sin son. Tronföljaren är hans äldsta barn, prinsessan Elisabeth, hertiginna av Brabant.

## Historik
Ursprungligen var Ludvig Karl av Nemours, son till franske borgarkungen Ludvig Filip I, nominerad som kandidat men var tvungen att avstå. Valet på kung föll slutligen på prins Leopold av Sachsen-Coburg-Gotha, morbror till blivande drottning Viktoria av Storbritannien.
I Fördraget i London (1839) erkändes Belgien som en neutral buffertstat belägen mellan Storbritannien, Nederländerna, Frankrike och Tyska förbundet. Att Tyska riket bröt mot detta under första världskriget, genom att anfalla och ockupera landet, i sitt anfall mot Frankrike, stärkte sammanhållningen mellan ententens länder. Kung Albert I deltog aktivt vid fronten som befälhavare för den belgiska armén och blev mycket beundrad för sitt mod och handlingskraft. 
Den nuvarande kungens farfar och Albert I:s son, Leopold III, fattade det kontroversiella beslutet på egen hand att snabbt kapitulera inför Nazi-Tyskland år 1940. Monarkin var ifrågasatt efter andra världskrigets slut och det hölls 1950 en folkomröstning, likt i Italien och trots att majoriteten inte röstade för republik valde Leopold III att abdikera till förmån för sin äldste son Baudouin I.

## Ämbetsuppgifter
Monarken utser och entledigar Belgiens premiärminister, baserat på styrkeförhållandena i Belgiens federala parlament. Vanligtvis är monarkens roll i valet av premiärminister mycket liten, då man brukar utse en informateur som sonderar mellan partigrupperna och lägger fram förslag till premiärminister som monarken har att godkänna.
Monarkens underskrift tillsammans med ansvarig ministers namnteckning krävs för att lagar, förordningar och andra rättsakter ska äga giltighet. När landets abortlagar skulle uppmjukas 1990 valde Kung Baudouin I att låta regeringen förklara honom oförmögen att regera, mellan den 4 och 5 april samma år, så att han inte behövde skriva under lagen på grund av sin djupa katolska tro men för att samtidigt respektera den demokratiska folkviljan.

## Lista över Belgiens monarker och tillfälliga regenter

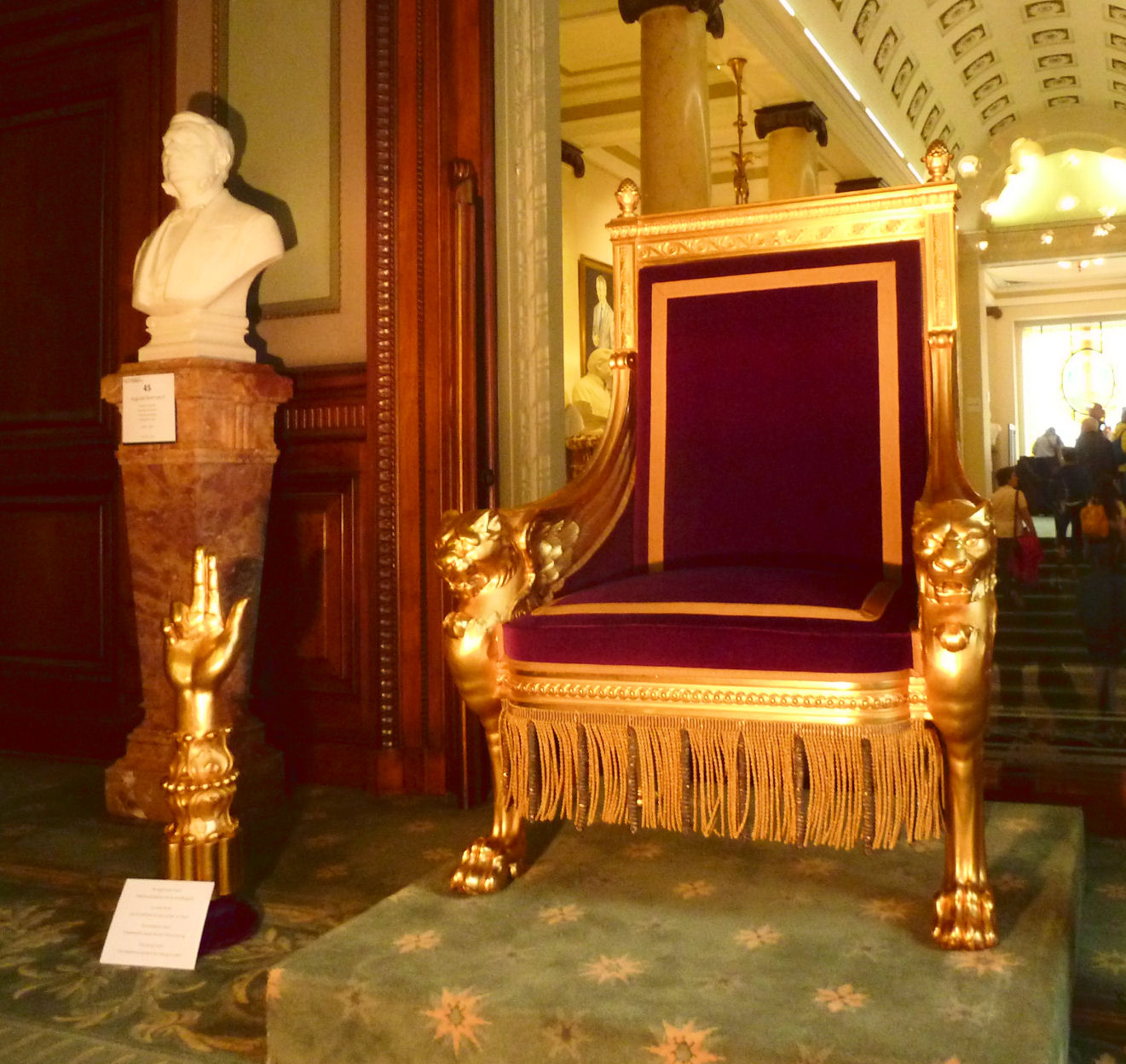
Tronen.

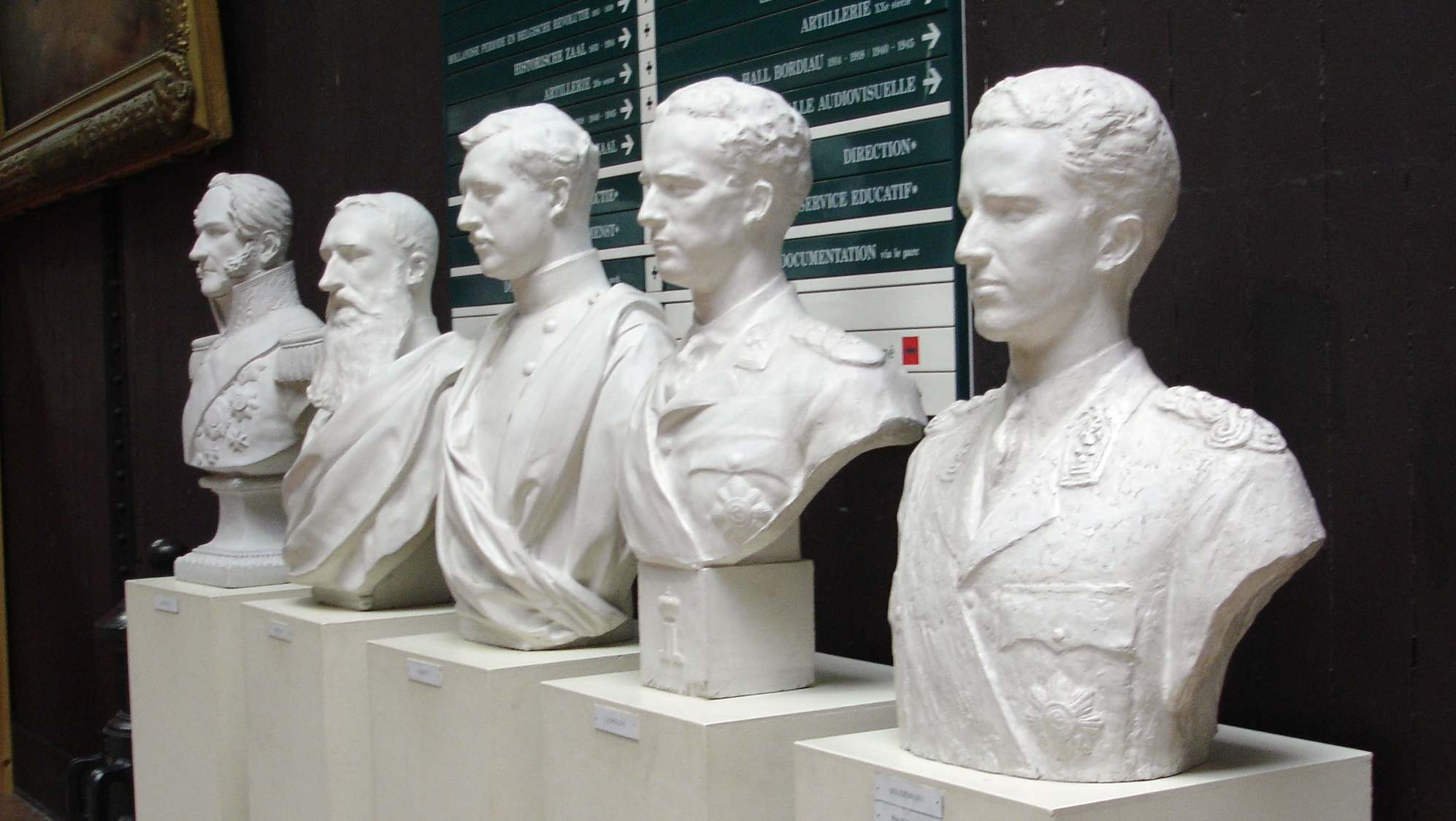
Byster föreställande Belgiens fem kungar innan Albert II.

| Nr   | Bild | Namn                                 | Regeringstid | Not   |
| ---- | ---- | ------------------------------------ | ------------ | ----- |
| t.f. |      | Baron Erasme Louis Surlet de Chokier | 1831         | [ a ] |
| 1    |      | Leopold I                            | 1831–1865    |       |
| 2    |      | Leopold II                           | 1865–1909    |       |
| 3    |      | Albert I                             | 1909–1934    |       |
| 4    |      | Leopold III                          | 1934–1951    |       |
| t.f. |      | Prins Charles, greve av Flandern     | 1944–1950    | [ b ] |
| 5    |      | Baudouin I                           | 1951–1993    |       |
| 6    |      | Albert II                            | 1993–2013    |       |
| 7    |      | Philippe                             | 2013–        |       |

## Representation och residens
Representation och residens

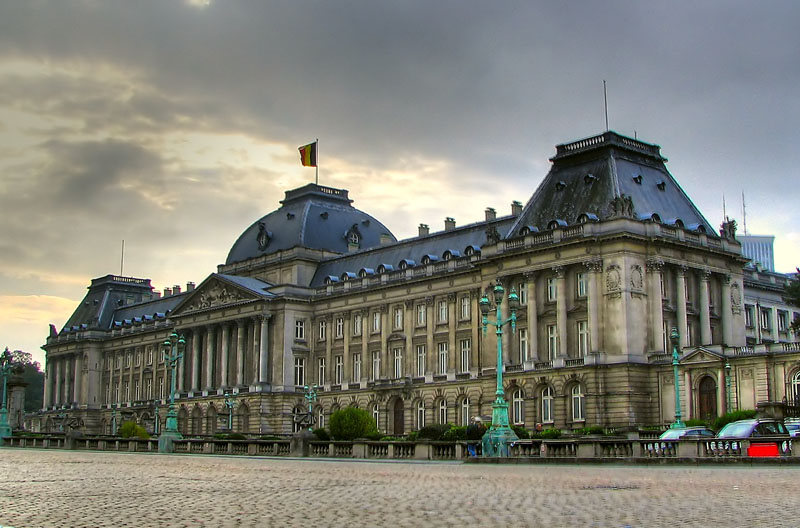
Kungliga slottet i Bryssel
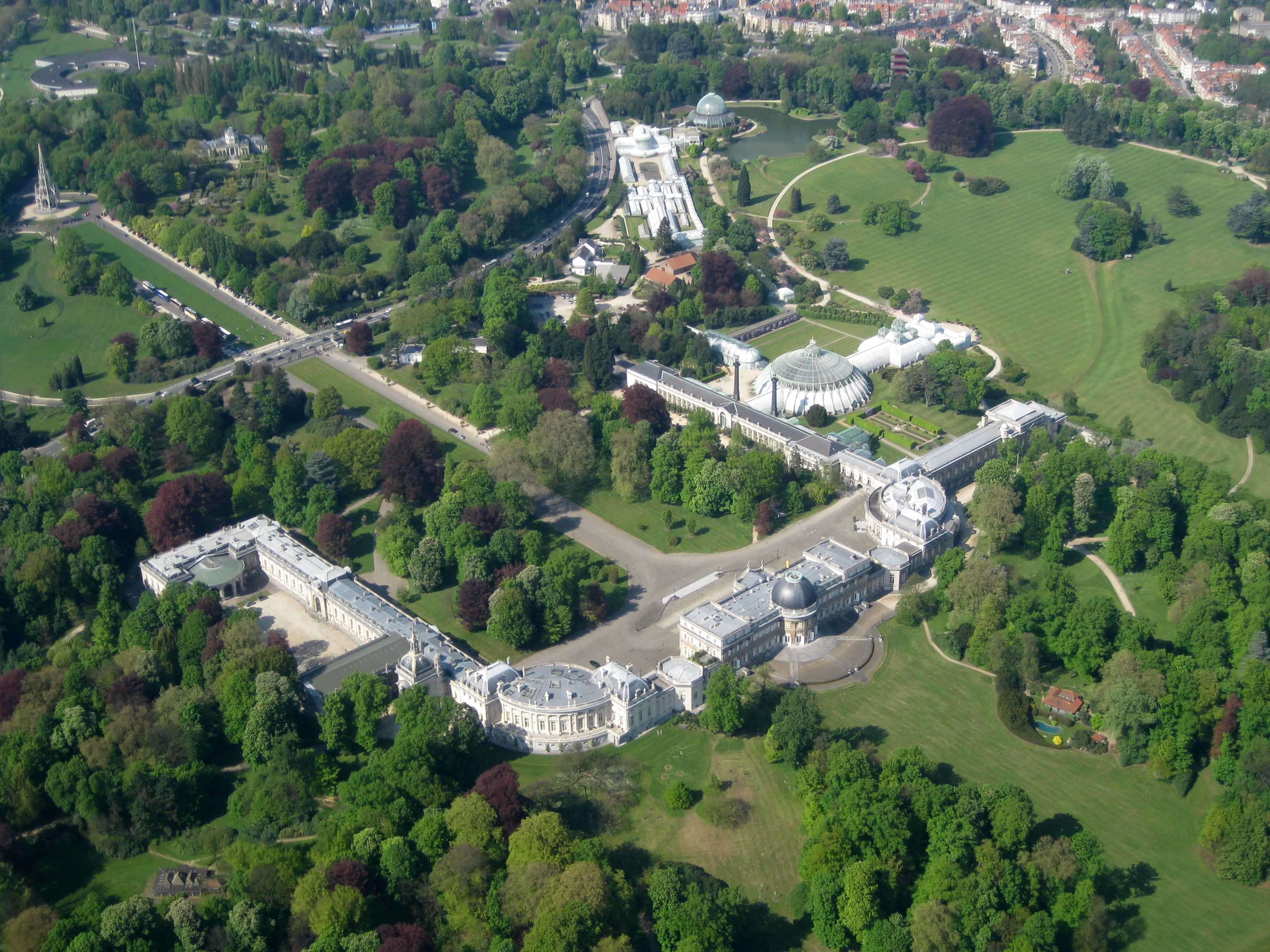
Laekens slott, utanför Bryssel
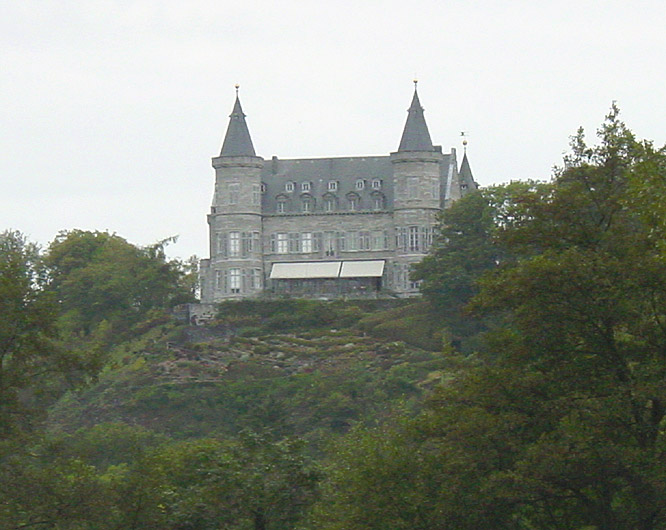
Château Royal de Ciergnon, kungafamiljens rekreationsbostad i Vallonien

## Tronföljd
Arvsprincipen till den belgiska tronen är primogenitur med kognatisk tronföljd, d.v.s. att det äldsta barnet oavsett kön ärver tronen.

### Allmänna källor
- (engelska) The Belgian Monarchy, Olivier Alsteens - Director-General of the FPS Chancellery of the Prime Minister, 2010.